# Elkins, West Virginia
Elkins là một thành phố thuộc tiểu bang West Virginia, Hoa Kỳ. Thành phố có diện tích  km², dân số là 7032 người theo điều tra dân số năm 2000. Đây là quận lỵ quận Randolph6. Thành phố có Cao đẳng Davis và Elkins.